# Offenthal
Offenthal ist ein Stadtteil von Dreieich im südhessischen Landkreis Offenbach.

## Geographie
Offenthal ist der südöstlichste Stadtteil von Dreieich. Während sich die anderen Stadtteile entlang des Hengstbachs nahtlos aneinanderreihen, ist Offenthal rund 1000 Meter vom nächstgelegenen Stadtteil Götzenhain entfernt. Durch Offenthal geht der Fritzenwiesengraben, der nach Südwesten zum Hegbach, auch Rutschbach genannt, entwässert. Der Ortskern von Offenthal hat sich an einem Übergang über den Fritzenwiesengraben südlich desselben entwickelt.
Die beiden höchsten Punkte des Stadtgebietes von Dreieich liegen in der Gemarkung Offenthal. Im Westen steigt der Koberstädter Wald bis auf 195,3 Meter und im Osten an der Grenze zu Dietzenbach oberhalb des Campingplatzes erreicht die Gemarkung am Westhang der Bulau 203 Meter.
Offenthal grenzt im Norden und Nordwesten an die Gemarkungen Götzenhain und Dreieichenhain, im Westen an die Stadt Langen, im Süden an die Gemeinde Messel und im Osten an die Gemarkung Urberach der Stadt Rödermark sowie an die Kreisstadt Dietzenbach.
Die Gemarkungsfläche bemisst sich auf 1036 Hektar, davon sind 511 Hektar bewaldet (Stand: 1961). Der größte Teil der Waldungen liegt im Westen und im Südosten, im Koberstädter Wald sowie um den Gleisner Kopf und den Rosengarten.

## Geschichte
In der Grenzbeschreibung der Langener Mark wurde Offenthal als Ovemdan wahrscheinlich erstmals erwähnt. Diese Urkunde lässt sich allerdings nicht genau datieren, sondern fällt in einen möglichen Zeitraum von 834 bis 840. Die erste sicher datierbare urkundliche Erwähnung Offenthals stammt von 837, weshalb man auch 1987 das 1150-jährige Bestehen des Ortes feierte. Offenthal ist damit  nach Sprendlingen die älteste Siedlung im heutigen Dreieich. Die Grafen von Isenburg besaßen Offenthal ab 1489. Als bedeutendes Baudenkmal ist die gotische Kirche erhalten geblieben. Sie wurde um 1400 gestiftet und gehört somit zu den ältesten Kirchen im Landkreis Offenbach. Nach Einführung der Reformation 1528 wurde die Pfarrei lutherisch, ab 1596 wurde versucht, die reformierte Konfession einzuführen. 1816 fiel Offenthal mit dem Fürstentum Isenburg an das Großherzogtum Hessen.
1823 wurde Offenthal dem Bezirk des Landgerichts Offenbach zugeordnet und wechselte 1853 in den Bezirk des Landgerichts Langen. Ab 1879 war dann das Amtsgericht Langen erstinstanzlich zuständig.
Anfang der 1990er Jahre sind die beiden Neubaugebiete Borngarten und Tannenstumpf entstanden. Zehn Jahre später wurde der Bau des Neubaugebietes „Auf den Lippsäckern“ begonnen. Die ländliche Ruhe einerseits und die Nähe zur Stadt Frankfurt am Main andererseits ließen Offenthal stark wachsen. Offenthal wurde dieses Jahr zum 11. Mal hintereinander zum schönsten Stadtteil Dreieichs gewählt.

### Gebietsreform
Im Zuge der Gebietsreform in Hessen wurden am 1. Januar 1977 durch das Gesetz zur Neugliederung des Landkreises Offenbach die Städte Dreieichenhain und Sprendlingen und die Gemeinden Buchschlag, Götzenhain und Offenthal zu einer Stadt mit dem Namen Dreieich zusammengeschlossen. Ortsbezirke für die Stadtteile wurden nicht eingerichtet.

### Einwohnerentwicklung
Quelle: Historisches Ortslexikon
| • 1961: | 1478 evangelische (= 75,45 %), 417 katholische (= 21,29 %) Einwohner |

| Offenthal: Einwohnerzahlen von 1834 bis 2014 | Offenthal: Einwohnerzahlen von 1834 bis 2014 | Offenthal: Einwohnerzahlen von 1834 bis 2014 | Offenthal: Einwohnerzahlen von 1834 bis 2014 | Offenthal: Einwohnerzahlen von 1834 bis 2014 |
| --- | -------------------------------------------- | -------------------------------------------- | -------------------------------------------- | -------------------------------------------- |
| Jahr |                                              |                                              |                                              | Einwohner                                    |
| 1834 | 1834                                         |                                              | 441                                          | 441                                          |
| 1840 | 1840                                         |                                              | 483                                          | 483                                          |
| 1846 | 1846                                         |                                              | 519                                          | 519                                          |
| 1852 | 1852                                         |                                              | 534                                          | 534                                          |
| 1858 | 1858                                         |                                              | 504                                          | 504                                          |
| 1864 | 1864                                         |                                              | 505                                          | 505                                          |
| 1871 | 1871                                         |                                              | 576                                          | 576                                          |
| 1875 | 1875                                         |                                              | 578                                          | 578                                          |
| 1885 | 1885                                         |                                              | 637                                          | 637                                          |
| 1895 | 1895                                         |                                              | 686                                          | 686                                          |
| 1905 | 1905                                         |                                              | 768                                          | 768                                          |
| 1910 | 1910                                         |                                              | 805                                          | 805                                          |
| 1925 | 1925                                         |                                              | 901                                          | 901                                          |
| 1939 | 1939                                         |                                              | 1.003                                        | 1.003                                        |
| 1946 | 1946                                         |                                              | 1.277                                        | 1.277                                        |
| 1950 | 1950                                         |                                              | 1.432                                        | 1.432                                        |
| 1956 | 1956                                         |                                              | 1.561                                        | 1.561                                        |
| 1961 | 1961                                         |                                              | 1.959                                        | 1.959                                        |
| 1967 | 1967                                         |                                              | 2.201                                        | 2.201                                        |
| 1970 | 1970                                         |                                              | 2.417                                        | 2.417                                        |
| 1977 | 1977                                         |                                              | 3.020                                        | 3.020                                        |
| 2012 | 2012                                         |                                              | 5.151                                        | 5.151                                        |
| 2014 | 2014                                         |                                              | 5.177                                        | 5.177                                        |
| Datenquelle: Historisches Gemeindeverzeichnis für Hessen: Die Bevölkerung der Gemeinden 1834 bis 1967. Wiesbaden: Hessisches Statistisches Landesamt, 1968. Weitere Quellen: ; Stadt Dreieich |                                              |                                              |                                              |                                              |

## Wappen und Flagge
Wappen

Blasonierung: „Schild gespalten; vorn: im roten Feld ein silberner Meißel, überdeckt von einem silbernen Winkeleisen; hinten: im silbernen Feld ein grüner Eichenzweig mit drei goldenen Eicheln.“
Das Wappen wurde der Gemeinde Offenthal im Landkreis Offenbach am 28. April 1955 durch den Hessischen Innenminister genehmigt.
Gestaltet wurde es durch den Heraldiker Georg Massoth.
Meißel und Winkeleisen sind aus einem Gemarkungszeichen entstanden und werden heute als Symbol für die Steinmetze des Ortes verstanden. Der Eichenzweig ist ein Symbol für den Wildbann Dreieich, zu dem Offenthal gehörte.

Flagge
Die Flagge wurde der Gemeinde am 7. Juli 1958 vom Hessischen Innenminister genehmigt und wird wie folgt beschrieben:
„Auf weiß-grünem Flaggentuch das Gemeindewappen.“

## Kultur und Sehenswürdigkeiten

### Bauwerke
Die evangelische Kirche in Offenthal besticht durch ihren Wehrcharakter.
Offenthal liegt an der Deutschen Fachwerkstraße und an der Hessischen Apfelwein- und Obstwiesenroute.

### Natur und Schutzgebiete
Zur Gemarkung von Offenthal gehört eine Teilfläche des Natura2000-Gebietes „Kranichsteiner Wald mit Hegbachaue, Mörsbacher Grund und Silzwiesen“ (FFH-Gebiet 6018-305).

### Vereine
Offenthal bietet eine große Vielfalt an verschiedenen Vereinen. Die großen Vereine sind die SUSGO Offenthal, der FC Offenthal, der Musikverein 1919 Offenthal, der TTC Offenthal und die Freiwillige Feuerwehr (542 Mitglieder, Stand 31. Dezember 2009).

## Wirtschaft und Infrastruktur

### Öffentliche Einrichtungen
Ein kleines Gewerbegebiet liegt am östlichen Ortsrand zwischen Bahnhof und Bahnhofstraße rund um die Behringstraße und die Wernher-v.-Braun-Straße. In dem Flurdistrikt Buchenbusch im Nordosten der Gemarkung liegt der einzige Campingplatz im Stadtgebiet Dreieich.
In Offenthal gibt es die Wingert-Schule als Grundschule.
Die Stadtbücherei Dreieich unterhält eine Zweigstelle im Stadtteil Offenthal.

### Verkehr

#### Öffentlicher Nahverkehr

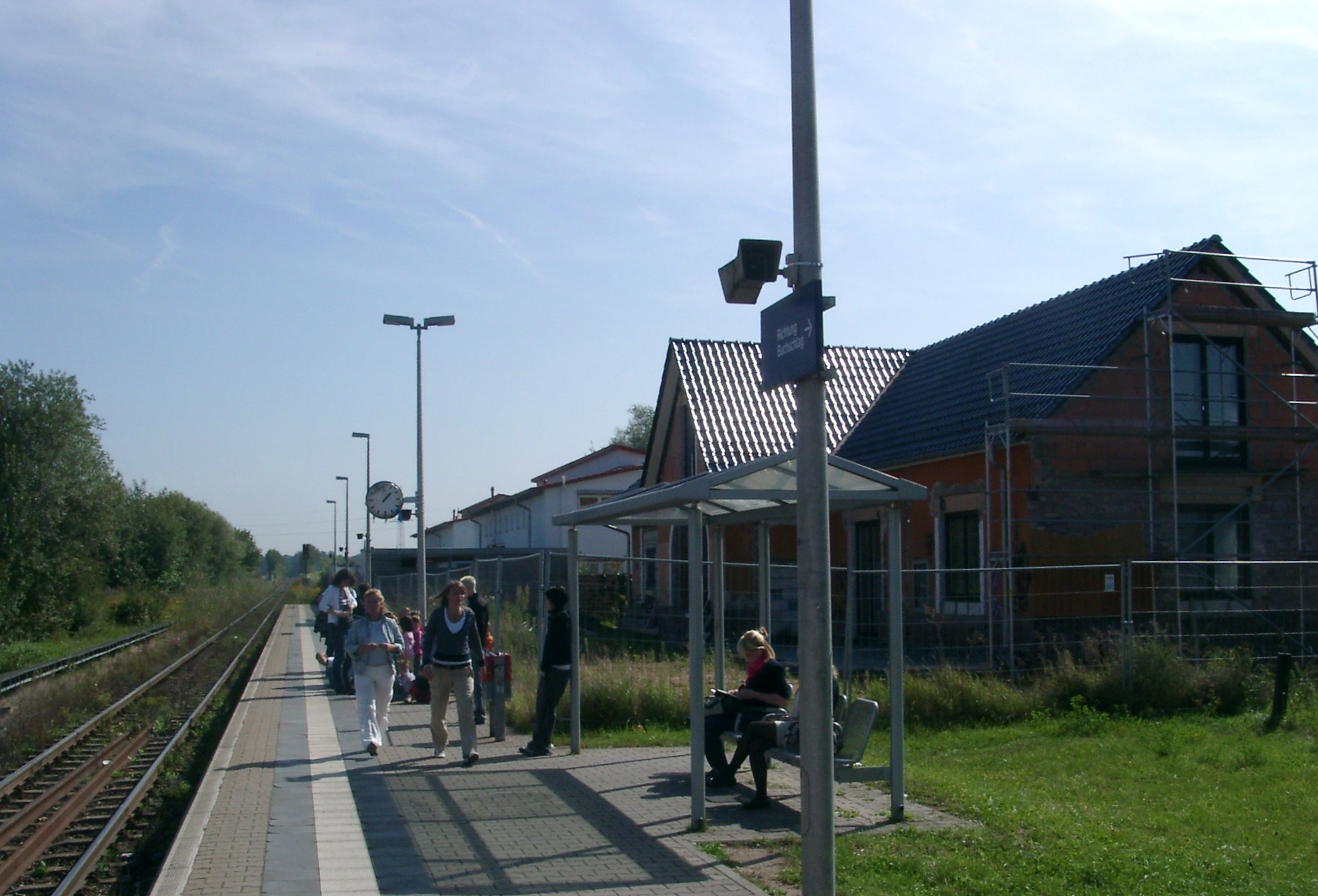
Bahnhof Dreieich-Offenthal

Offenthal ist mit dem Bahnhof Offenthal der Dreieichbahn, die von Dieburg über Rödermark-Ober-Roden zum Bahnhof Dreieich-Buchschlag führt, an das Schienennetz des Rhein-Main-Verkehrsverbundes angeschlossen. Am Bahnhof in Buchschlag besteht Anschluss an die S-Bahn-Linie S 6. Es verkehren stündlich durchgehende Züge bis Frankfurt (Main) Hbf.
Zudem verbindet eine Buslinie Offenthal mit den anderen Stadtteilen sowie dem Flughafen Frankfurt. Eine weitere Buslinie führt über Dietzenbach nach Heusenstamm.

#### Straßenverkehr
Durch Offenthal verläuft Bundesstraße 486 von Langen im Westen über Urberach und Eppertshausen nach Dieburg im Südosten. Ferner verbindet die Landesstraße L 3001 den Ort mit der Kreisstadt Dietzenbach und die L 3317 führt zu den anderen Dreieich-Stadtteilen und in der Gegenrichtung nach Messel und Darmstadt.
Die teilweise enge Ortsdurchfahrt der Bundesstraße wurde im morgendlichen und abendlichen Berufsverkehr stark in Anspruch genommen, weshalb sich öfters Staus in Richtung Rödermark-Urberach und Langen bildeten. Die seit langem geplante 3,34 Kilometer lange Ortsumgehung der B 486 im Süden Offenthals ist seit Ende 2013 befahrbar (B486 neu). Die mit der neuen Bundesstraße verknüpfte Ostspange der L 3001 ist seit Oktober 2014 ebenfalls fertiggestellt.